# جيمس أندرسون (كرة سلة)
جيمس أندرسون (بالإنجليزية: James Anderson)‏ مواليد 25 مارس 1989 في إل دورادو، هو لاعب كرة سلة أمريكي بدأ مسيرته الاحترافية في سنة 2010 حيث تم اختياره من قبل فريق سان أنطونيو سبرز خلال الدرافت، يلعب مع فريق سكرامنتو كينغز في الرابطة الوطنية لكرة السلة ويحمل الرقم 5. يبلغ طوله 6 قدم 6 بوصة (2.0 م).

## فرق لعب لها
- سان أنطونيو سبرز
- هيوستن روكتس
- فيلادلفيا سفنتي سيكسرز
- زالغيريس لكرة السلة
- سكرامنتو كينغز

## إحصائيات المسيرة

### الرابطة الوطنية لكرة السلة

#### الموسم الاعتيادي
| السنة   | الفريق                 | لعب | بدأ | دقيقة | ميداني% | ثلاثية | حرة  | ارتداد | صنع | استلاب | تصدي | نقطة |
| ------- | ---------------------- | --- | --- | ----- | ------- | ------ | ---- | ------ | --- | ------ | ---- | ---- |
| 2010–11 | سان أنطونيو سبرز       | 26  | 2   | 11.0  | .383    | .391   | .778 | .9     | .7  | .1     | .2   | 3.6  |
| 2011–12 | سان أنطونيو سبرز       | 51  | 2   | 11.8  | .379    | .279   | .750 | 1.5    | .8  | .2     | .0   | 3.7  |
| 2012–13 | سان أنطونيو سبرز       | 10  | 0   | 9.4   | .440    | .455   | .778 | 1.4    | .9  | .3     | .2   | 3.4  |
| 2012–13 | هيوستن روكتس           | 29  | 2   | 10.6  | .406    | .327   | .895 | 2.0    | 1.1 | .4     | .1   | 4.0  |
| 2013–14 | فيلادلفيا سفنتي سيكسرز | 80  | 62  | 28.9  | .431    | .328   | .726 | 3.8    | 1.9 | .9     | .4   | 10.1 |
| 2015–16 | سكرامنتو كينغز         | 51  | 15  | 14.1  | .376    | .267   | .759 | 1.7    | .8  | .4     | .3   | 3.5  |
| المسيرة | المسيرة                | 247 | 83  | 17.5  | .411    | .321   | .755 | 2.3    | 1.2 | .5     | .2   | 5.8  |

#### التصفيات
| السنة   | الفريق           | لعب | بدأ | دقيقة | ميداني% | ثلاثية | حرة  | ارتداد | صنع | استلاب | تصدي | نقطة |
| ------- | ---------------- | --- | --- | ----- | ------- | ------ | ---- | ------ | --- | ------ | ---- | ---- |
| 2012    | سان أنطونيو سبرز | 8   | 0   | 3.9   | .444    | .500   | .500 | .6     | .4  | .1     | .0   | 1.4  |
| 2013    | هيوستن روكتس     | 2   | 0   | 9.0   | .200    | .000   | .000 | 2.0    | .0  | .0     | .0   | 1.0  |
| المسيرة |                  | 10  | 0   | 4.9   | .357    | .286   | .500 | .9     | .3  | .1     | .0   | 1.3  |

## روابط خارجية
- جيمس أندرسون على موقع الدوري الأوروبي لكرة السلة (الإنجليزية)
- جيمس أندرسون على موقع إن بي أي (الإنجليزية)
- جيمس أندرسون على موقع سبورتس رفرنس (الإنجليزية)
- جيمس أندرسون على موقع كرة السلة الأوروبية.كوم (الإنجليزية)
- جيمس أندرسون على موقع كلية كرة السلة في سبورتس رفرنس.كوم (الإنجليزية)
- جيمس أندرسون على موقع ريلجم (الإنجليزية)
- جيمس أندرسون على موقع بروبوليرز (الإنجليزية)
- جيمس أندرسون على موقع سبورتس رفرنس (الإنجليزية)
- جيمس أندرسون على موقع سبورتس رفرنس (الإنجليزية)